# Batalha de Novara (1849)
A Batalha de Novara ou Batalha de Bicocca (Bicocca é um bairro de Novara) foi uma das batalhas travadas entre o Império Austríaco e o Reino da Sardenha durante a Primeira Guerra de Independência Italiana, no período da unificação italiana. Com duração de todo o dia de 22 de março de 1849 e terminando na madrugada do dia 23 de março, que resultou em uma severa derrota e retirada do exército sardo.
Um armistício desconfortável feito em 1848 entre a Áustria e Sardenha durou menos de sete meses, antes de Carlos Alberto, rei da Sardenha, denunciou a trégua em 12 de março de 1849. O exército austríaco tomou a iniciativa militar na Lombardia. Sob o comando do marechal Josef Wenzel Radetzky von Radetz, que tomaram a cidade fortaleza de Mortara.
A apreensão de Mortara levou a uma batalha entre as tropas austríacas e piemonteses em Novara, 45 km a oeste do Milão, onde 70 000 soldados austríacos, mais disciplinados do que os 85 000 piemonteses, derrotaram o seu adversário como na Batalha de Custoza do ano anterior. O Reino da Sardenha (do qual o Piemonte fazia parte) também sofreu com a falta de apoio dos estados menores italianos. O general Girolamo Ramorino foi acusado de desobedecer ordens antes da Batalha de Novara, e, no mesmo ano, foi executado.
Os piemonteses foram levados de volta para Borgomanero, nos Alpes, e as forças austríacas ocuparam Novara, Vercelli e Trino, com a estrada para a capital de Piemonte, em Turim.
O general austríaco barão Julius Jacob von Haynau subjugada Bréscia, a 87 km de Milão, e Carlos Alberto abdicou em favor de seu filho Vítor Emanuel, que mais tarde se tornaria o primeiro rei da Itália unificada. Friedrich Engels escreveu "que, após esta derrota, uma revolução e proclamação de uma república em Turim seria esperada, decorrente do fato de que a tentativa estava sendo feita para evitar a abdicação de Carlos Alberto, em favor de seu filho mais velho."  A República Piemontesa não foi criada, embora a República Romana já tivesse sido proclamada em fevereiro, e existisse uma República de Veneza também. Carlos Alberto se exilou para o Porto, em Portugal, onde morreu pouco depois.